# Gos de mostra

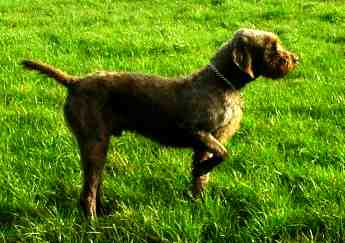
Un Pudelpòinter apuntant.

El gos de mostra o ca d'armada (en anglès pointer) és un dels diversos tipus de gos de caça.
El nom fa referència al fet que l'instint del gos li fa apuntar o mostrar amb el musell la direcció on es troba la peça de caça, la qual cosa permet al caçador de moure's per a poder tenir la peça a tir.
Els gossos de mostra es seleccionen entre aquells amb un bon instint olfactori (com els rastrejadors, que solen caçar en gossades) el qual solen desenvolupar a partir dels dos mesos d'edat. Alguns han de menester un entrenament per a desenvolupar-lo de la millor manera.

## Races
Les principals races de gos de mostra són les de tipus pòinter i setter com:
- Setter escocès
- Pòinter anglès
- Setter anglès
- Setter irlandès vermell i blanc (primigeni)
- Setter irlandès

Les següents races es consideren gossos de caça polivalents (de mostra i de cobrament):
- Antic gos de mostra danès
- Brac de Weimar
- Bracs
- Grifó eslovac
- Grifó korthal
- Labrador retriever
- Münsterländer gran
- Münsterländer petit
- Pachon navarrès
- Perdiguer de Burgos
- Perdiguer de Drenthe
- Perdiguer frisó
- Perdiguer portuguès
- Gos de mostra alemany de pèl llarg
- Gos de mostra del Canadà (Canadian pointer)
- Pudelpòinter
- Retriever de Nova Escòcia
- Spaniel Bretó
- Spaniel francès
- Spinone
- Stichelhaar
- Terrier alemany
- Vizsla (2 varietats de pèl)